# Willow Oak
Willow Oak är en ort (CDP) i Polk County, i delstaten Florida, USA. Enligt United States Census Bureau har orten en folkmängd på 6 732 invånare (2010) och en landarea på 8,2 km².